# Kıvşak, Yıldızeli
Kıvşak là một xã thuộc huyện Yıldızeli, tỉnh Sivas, Thổ Nhĩ Kỳ. Dân số thời điểm năm 2011 là 62 người.